# にしまきとおる
にしまき とおる（2月18日 - ）は、日本の漫画家。宮城県出身。仙台市在住。

## 概要
代表作の『BLUE EYES』は連載開始から10年以上続いており、成人向け漫画の中では稀なことである。掲載誌は、『コミック セラフィン』（ヒット出版社）→『コミック ミカエル』（ヒット出版社）→『D-ANGE』（ヒット出版社）→『コミック曼天』（ジェーシー出版）→『コミックCROSS』（ジェーシー出版）の順となる。単行本は、2006年3月の段階でヒット出版社より第9巻まで刊行されている。
カジワラタケシと絵柄が似ているので混同（同一人物だと思われている）が、全くの別人である。

## 主な作品
- D-Cup LOVERS（単巻）
- BLUE EYES（既刊9巻）※2006年3月28日時点
- Scarlet Desire 1（第1巻のみ）
  - Scarlet Desire 完全版（全2巻）
- Dear My Mother（全2巻）
- Sex Drive（単巻）
- W乳れ〜しょん（全3巻）
- HOT ROD（全3巻）